# Umma mesostigma
Umma mesostigma е вид водно конче от семейство Calopterygidae. Видът не е застрашен от изчезване.

## Разпространение
Разпространен е в Габон, Екваториална Гвинея, Камерун, Република Конго, Нигерия и Централноафриканска република.